# Irene Martínez (Leichtathletin)
Irene Martínez Tartabull (* 28. Oktober 1944; † April 2014) war eine kubanische Weitspringerin und Sprinterin.
Bei den Panamerikanischen Spielen 1963 in São Paulo wurde sie Fünfte und gewann in der 4-mal-100-Meter-Staffel Silber.
1966 siegte sie bei den Zentralamerika- und Karibikspielen und 1967 bei den Leichtathletik-Zentralamerika- und Karibikmeisterschaften und bei den Panamerikanischen Spielen in Winnipeg mit ihrer persönlichen Bestleistung von 6,33 m.